# Dwór w Rosochatej
Dwór w Rosochatej (niem.  Schloss Seifersdorf) –  zabytkowy dwór  w Rosochatej.

## Historia
Dwór wybudowany w XVI-XVIII w. Po II wojnie światowej siedziba szkoły podstawowej, następnie Gospodarstwa Rolnego PUW „Solidex” Sp. z o.o..
W skład zespołu dworskiego wchodzą: 
- dwór z 1912
- spichrz z końca XIX w.
- obora z końca XIX w.
- obora ze stodołą z końca XIX w.
- trzy stodoły z końca XIX w.[1]